# Marcetia velutina
Marcetia velutina är en tvåhjärtbladig växtart som beskrevs av Markgr.. Marcetia velutina ingår i släktet Marcetia och familjen Melastomataceae. Inga underarter finns listade i Catalogue of Life.